# Dona Bailey
Dona Bailey (Little Rock, 1955) è un'autrice di videogiochi statunitense, nota principalmente per aver creato il gioco arcade di tipo sparatutto Centipede, pubblicato da Atari, Inc. nel 1981.
Dona Bailey è una delle poche programmatrici donne dell'industria dei videogiochi: al momento della sua assunzione in Atari era l'unica donna su 30 progettisti di giochi, e quando lasciò l'azienda era l'unica su 120 dipendenti.

## Biografia

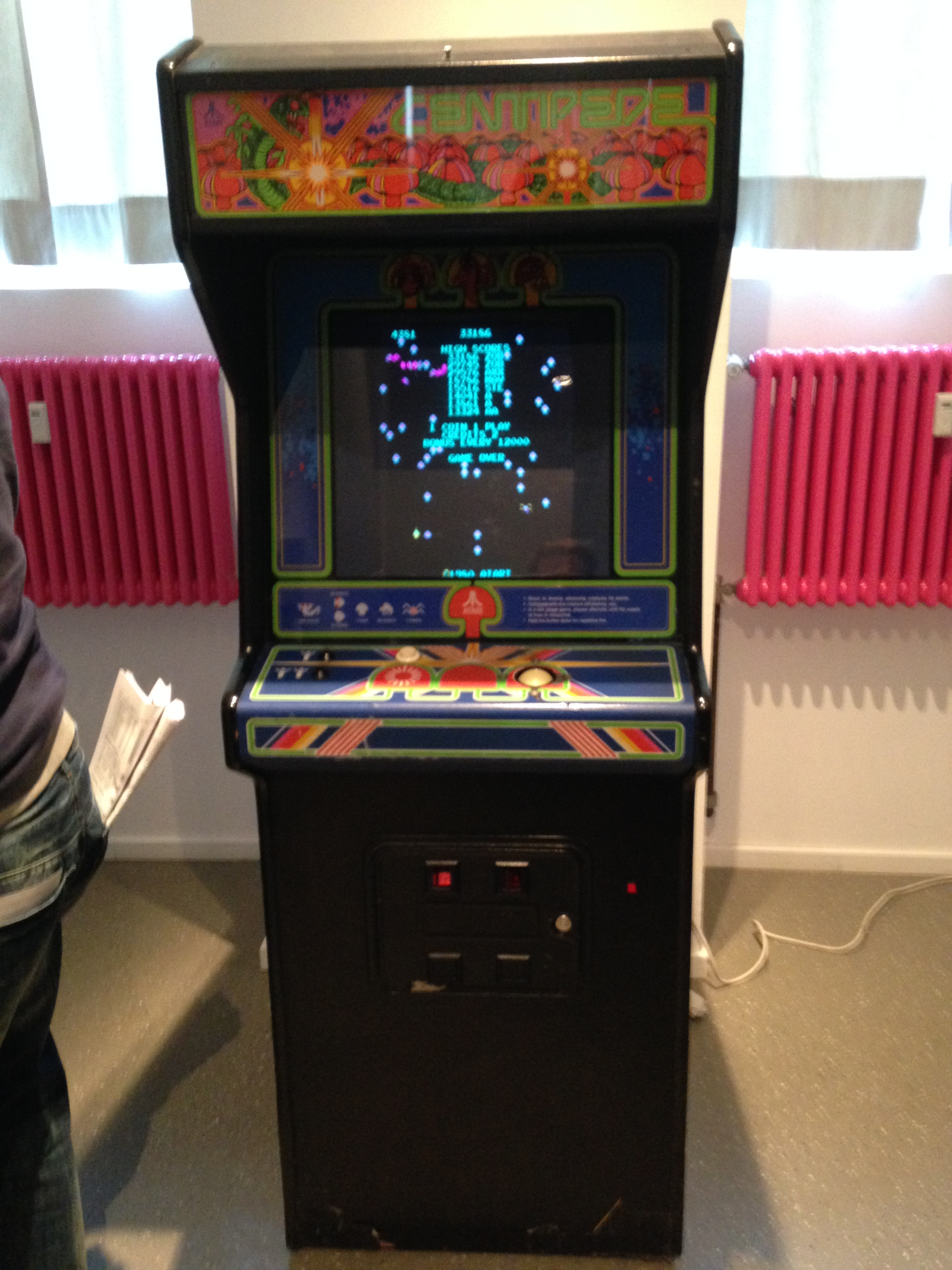
Centipede, il gioco co-creato da Dona Bailey nel 1981.

Dopo aver completato gli studi, laureandosi presso l'Università dell'Arkansas a soli 19 anni (vi si era iscritta appena sedicenne), iniziò a lavorare per la General Motors nelle linee di montaggio delle Cadillac come programmatrice assembly. In quel periodo s'imbatté per la prima volta in un videogioco, Space Invaders, rimanendone subito affascinata. Fu grazie a quel videogioco, infatti, che decise di fare domanda di assunzione presso Atari (che all'epoca ricercava personale con un minimo di conoscenze di programmazione), dove rimase per 27 mesi. Entrò nella divisione arcade della Atari nel 1980 e qui il suo primo progetto fu il videogioco Centipede, elaborato con Ed Logg.
Prima del 1984 aveva già lasciato l'azienda per passare alla Videa, società di design fondata da tre ex dipendenti Atari.
Attualmente Dona Bailey insegna retorica e scrittura all'università dell'Arkansas a Little Rock, dove tiene anche un corso di specializzazione per game designer con l'utilizzo di programmi di grafica computerizzata open source quali Blender.